# Кайла Коул
Ка́йла Ко́ул (англ. Kyla Cole; настоящее имя Мартина Яцова, словац. Martina Jacová; 10 ноября, 1978 года, Прешов, Чехословакия) — словацкая фотомодель, актриса, телеведущая.

## Биография
Мартина (Кайла) родилась 10 ноября 1978 года в Прешове, Чехословакия (теперь Словакия). Модельную карьеру начала в 1999 году. В марте 2000 года была выбрана Penthouse любимицей месяца, однако не смогла работать в этом издании, так как не смогла оформить визу, появлялась на большом количестве обложек журналов «для взрослых». C августа 2003 года по апрель 2004 работала ведущей эротической программы «Ласканье» (словац. Láskanie) на словацком телеканале «Маркиза» (словац. Markíza). Также работала над собственным сайтом www.kylacolesite.com (англ.), однако, начиная с марта 2006 после предположительной ссоры со своим бойфрендом-менеджером, её участие в проекте прекратилось, а сам сайт, фактически, перестал обновляться, и через некоторое время полностью прекратил существование. 1 апреля 2009 года был запущен новый официальный сайт www.kylacolemodel.net (англ.).
Снялась в нескольких лесбийских эротических и порнофильмах, в том числе трёх фильмах Эндрю Блэйка, а также одном филиппинском «обычном» (не эротическом) фильме «Rumbleboy».
В интервью 2006 года Кайла признала себя бисексуальной. Однако в порнофильмах она снимается только с женщинами. В 2010 году она заявила, что имеет обычную гетеросексуальную ориентацию, а предыдущие заявления были сделаны в рамках маркетинговой стратегии по продвижению её фотосессий.
В 2007 году Кайла стала портретной моделью главной героини игры Gods: Land of Infinity словацкой студии Cypron Studios, s.r.o.

## Фильмография
- Penthouse — Pets in Paradise (2001)
- Blond and Brunettes (2001)
- Exhibitionists (2001)
- The Villa (2002)
- Mystique’s Hottest Women On Earth (2004)
- Mystique’s Sexiest Women in the World (2004)
- Rumbleboy (2005)